# 隧道交通督導員
隧道交通督導員（英語：Tunnel officer，香港法例列明為「隧道人員」）是香港各隧道管理公司聘請的僱用人員，負責香港高架橋樑、隧道和管制區域內的交通管理、巡邏、執法及安全工作。

## 歷史
香港首條隧道（獅子山隧道）於1967年通車，由香港政府運輸署負責管理的職權。自1993年起，政府將各行車隧道的管理權限間接化，並將法定權力授予負責管理的營運公司，轄下的指定人員再非直接受聘於運輸署的公務員，但其資歷、身份和權責須獲運輸署的認可和監管，並且經過專業訓練及內部考核。
現時的隧道人員是《行車隧道（政府）條例》指定的獲授權人員（authorized officer），非公務員，但是仍為公職人員，日常工作受到運輸署監管，亦由運輸署監督培訓和進行專業評估考核。

## 資格
隧道交通督導員必須具有中三或以上程度的學歷，持有第一、二類駕駛執照及有效急救證書。當值時，交通督導員須穿著警務處批准的整齊制服，並帶備有交通督導員委任證以供查閱。
培訓由運輸署監督，其中一些專業考核（例如：開大喉救火、壞車處理、道路安全知識、磅秤車輛訓練、偵察車速訓練等）必須由運輸署高級運輸主任親自考驗及評核，屬於內部考核形式。
報讀交通管理課程者可以投身隧道交通管理行業，職位由低至高可分爲交通督導員、高級交通督導員、營運主管、助理營運監督、營運監督、總營運監督、營運經理、隧道總經理等。不同階級，須具有一定的資歷，例如：
- 具有隧道 / 公路 / 橋樑 / 幹線的交通管理工作經驗
- 駕駛能力，持有合格駕駛執照、剷車（抗衡型及伸展型）車牌
- 急救能力，持有心肺復甦法證書、心臟去顫器證書及有效急救證書
- 在密閉空間工作的能力，持有密閉空間合資格人士證明書

## 工作和權力範圍
隧道交通督導員日常的工作在於處理、檢查、檢舉、監察和疏導道路交通的情況，及在交通意外時撲滅火警、救助受難者及處理不同類型的突發事件；並且在指定的隧道（或管制區）範圍內執行相關隧道（或管制區）的條例，除了未獲授權對司機進行酒精呼氣測試以外，其他職能與交通警察十分類似。工作範圍包括：
- 處理交通意外事故
- 拖走故障車輛
- 指揮交通
- 截停車輛
- 封閉道路
- 磅秤車輛
- 偵測車速
- 檢查車輛貨載
- 向環保署檢舉噴大煙 / 噴黑煙車輛
- 執行並檢控違反該隧道 / 管制區條例的司機 / 行人 / 使用者
- 進入、檢查與搜查任何車輛或其內或其上的任何物件
- 扣留任何駕駛人或車輛或兩者一併扣留（如有需要可使用合理武力），直至交由警務人員看管為止
- 代政府收取該隧道 / 管制區收費區內的通行費
- 監察交通
- 撲滅火警
- 急救受傷者
- 道路（快速公路）及隧道巡邏
- 檢查公路設施
- 維護隧道 / 管制區的安全
- 處理其他不同類型的突發 / 緊急事故

## 裝備
交通督導員的裝備包括：
- 法定記事簿
- 哨子
- 白袖
- 反光衣
- 白手套
- 交通指揮棒
- 強力手電筒
- 安全頭盔
- 安全手套
- 安全鋼頭鞋 / 靴 / 水鞋
- 隨身急救包
- 袋裝面罩
- 心臟去顫器
- 小型滅火筒

## 另見
- 紐約大都會運輸署警察（英语：Triborough Bridge and Tunnel Authority Police）
- 默西河隧道警察（英语：Mersey Tunnels Police）
- 交通警察
- 高速公路巡警（英语：Highway patrol）
- 交通督導員（香港警務處）
- 交通安全隊、交通指導員（日语：交通指導員）
- 交通導護員（英语：Traffic guard）
- 交通協管員
- 停車執法人員

## 外部連結
- 香港運輸 - 隧道及橋樑 （页面存档备份，存于），香港特別行政區政府運輸署
- 香港特別行政區政府律政司雙語法律資料系統搜尋「隧道人員 （页面存档备份，存于）」的結果
- 『72行知多少？』第30集︰隧道交通督導員 - 羅家豐先生 （页面存档备份，存于），搭上搭義工團